# Pseudobutyrivibrio ruminis
Pseudobutyrivibrio ruminis è una specie di batterio appartenente alla famiglia delle Lachnospiraceae.